# Борец джунгарский
Боре́ц джунга́рский, или Акони́т джунгарский (лат. Aconítum soongáricum, неправильно soongóricum) — многолетнее травянистое ядовитое растение, вид рода Борец (Aconitum) семейства Лютиковые (Ranunculaceae).

## Распространение и экология
Ареал вида — Кашмир, КНР, Киргизия, Казахстан (Джунгарский Алатау и Заилийский Алатау), эпизодически Тарбагатай на высотах 2500—3000 метров.
Произрастает лишь на северных склонах на довольно богатых почвах с умеренным увлажнением. Не встречается в горно-лесном субальпийском поясе, на открытых ровных горных лугах и по берегам рек.
Борец джунгарский в Киргизии известен под названием «иссык-кульский корень» (ысык-көл тамыр). Киргизы приписывают ему крайнюю ядовитость и называют «уу коргошун», что в буквальном переводе означает «ядовитый свинец». Семантическое значение в том, что из свинца делают пулю, которая столь же смертельна, как и яд.
Под именем «карппи» или «кара-парпи» киргизы и узбеки подразумевают вывариваемую из корней чёрную массу, служащую лекарством. Популяция растения из-за активных сборов как частными лицами, так и государственными организациями в советской Киргизии сильно оскудела.
Китайские добытчики к началу XX века практически полностью выкопали корни аконита джунгарского восточных (не казахстанских) отрогов Джунгарского Алатау из-за высокой ценности этого растения в традиционной китайской медицине. Такая же судьба постигла и вкрапления аконита джунгарского в Кашмире.
В советской Киргизии ареалы аконита каракольского (вид схожий, близко родственный и отличимый от аконита джунгарского только по меньшему процентному содержанию ключевых алкалоидов) и заходящие в эту страну со стороны Казахстана ареалы аконита джунгарского с начала 60-х годов XX века были статьёй валютных доходов СССР. Добыча корня на большинстве участков в советской Киргизии велась в катастрофических для горного биоразнообразия масштабах и привела к оскудению природного потенциала. Заготавливаемые артелями и индивидуальными сборщиками корни «на века» привели к тому, что со времени начала эксплуатации участков сырьё десятилетиями лежало на складских площадях в ненадлежащих условиях хранения.
В Казахстане, население предгорий Заилийского и Джунгарского Алатау которого занимается в основном скотоводством, садоводством и поливным земледелием, борец джунгарский в больших количествах не добывался никогда. Благодаря этому в начале XXI века основные ареалы аконита джунгарского остались лишь в Казахстане. Для сохранения биоразнообразия добыча корня аконита джунгарского в Казахстане ограничена. Основным документом, регулирующим сбор аконита джунгарского, является Земельный кодекс Республики Казахстан.

## Ботаническое описание
Корневище в виде горизонтальной цепочки из чёткообразно сросшихся крупных конусовидных клубней длиной 2—2,5 см и толщиной 0,7—1 см. Стебель высотой 70—130 см и толщиной в нижней части до 6 мм, простой, прямой, крепкий, голый или опушённый, иногда очень густо.
Листья, кроме самых верхних, на длинных черешках, очерёдные, округло-сердцевидные, тёмно-зелёные, снизу бледнее, чем сверху, пластинка их округло-сердцевидная, длиной 5—9 см, шириной 8—12 см, рассечённые на пять клиновидных сегментов, которые в свою очередь разделены на две — три широко- или узколанцетные дольки длиной до 3 см и шириной до 0,6 см, с крупными зубцами. Нижние листья ко времени цветения обыкновенно отмирают.
Соцветие — верхушечная, конечная кисть. Цветки крупные, сине-фиолетовые, длиной 3,5—4 см и шириной 1,8 см. Цветоножки с двумя узколинейными прицветничками. Чашелистики в числе пяти, венчиковидные, сине-фиолетовые. Верхний чашелистик (шлем) у вполне развитых цветков значительно отодвинут от боковых долей, дугообразно загнутый, с длинным носиком, под которым находится редуцированный венчик, превращённый в два нектарника, голый или слабо опушённый, высотой 0,9 см, длиной до 2 см, шириной на уровне носика 1,5 см; боковые доли околоцветника округло-яйцевидные, иногда слегка неравнобокие, в поперечнике около 1,5 см; нижние доли неравные, длиной до 1,5 см и шириной 0,3—0,6 см. Нектарники со шпорцем 2 мм длиной. Тычинок много (35—40), нити их в нижней части расширенные, с двумя зубчиками; пестиков три, каждый из них образован из одного плодолистика; завязь верхняя, голая, с довольно коротким столбиком и малозаметным, слегка двурасщеплённым рыльцем. Цветёт во второй половине лета.
Формула цветка: {\displaystyle \mathrm {\uparrow \;Ca_{1,2,2}^{Co}\;Co_{2^{nect}}^{r}\;A_{\infty }\;G_{\underline {3-7}}} }.
Плод — сухая сборная трёхлистовка; вследствие недоразвития части завязей нередко развивается лишь одна листовка; листовки многосемянные с оттянутыми изогнутыми носиками. Семена длиной 4—5 мм, буро-коричневые, в очертании продолговатые, угловатые, с крупными поперечными крыловидными морщинами; семена созревают с сентября.

## Растительное сырьё

### Заготовка
В качестве лекарственного сырья используют высушенные или свежесобранные корнеклубни (лат. Tuber Aconiti) дикорастущих растений и их листья. Корнеклубни заготавливают весной и осенью. Весной после таяния снега на горных склонах и до начала жаркого периода. Осенью с конца августа и до выпадения обильного снега. Летний промежуток между этими сезонами не имеет никакого иного значения, кроме того, что в это время верхняя часть растения (её активные испарения алкалоидов) опасна для сборщиков. В периоды сборки корни выкапывают, тщательно очищают от земли и повреждённых частей, моют в холодной воде, и подвергают быстрой или медленной сушке. Из 4 кг свежих клубней получается 1 кг сухих. Листья собирают до цветения растений или во время их цветения, подвяливают на солнце и сушат под навесом. Сырьё после сушки должно оставаться тёмно-зелёным. Хранить сырьё аконита необходимо отдельно от неядовитых трав, с обязательной этикеткой «Яд!», в недоступном для детей месте. Срок хранения в мешочках или закрытой таре — 2 года.
Наибольшим спросом пользуются корни, как сушёные, так и свежесобранные.
Для приготовления настойки из корней используется два способа:
- С использованием сушёных корней.
- С использованием свежесобранных или жизнеспособных корней после непродолжительного их хранения.

### Химический состав
Все части растения содержат алкалоиды, связанные с аконитовой кислотой, главный из которых — аконитин. Но их количество зависит от фазы вегетации; весенние побеги до цветения наиболее богаты алкалоидами.
Клубни содержат 0,18-4 % суммы алкалоидов группы аконитина: аконитин (до 0,60 %), мезоаконитин, гипоаконитин, гетааконитин, сасааконитин, бензоилаконин. Из других алкалоидов найдены: неопеллин, напеллонин (до 0,24 %), спартеин, следы эфедрина. Кроме алкалоидов, из клубней аконита был получен даукостерин, а также значительное количество сахара (9 %), мезоинозидол (0,05 %), трансаконитиновая, бензойная, фумаровая и лимонная кислоты. Установлено наличие миристиновой, пальмитиновой, стеариновой, олеиновой и линолевой кислот. Клубни содержат также флавоны, сапонины, смолы, крахмал, кумарины (0,3 %).
Листья и стебли, кроме алкалоида аконитина, содержат инозит, дубильные вещества, аскорбиновую кислоту, флавоноиды, микроэлементы (свыше 20 видов) и другие биологически активные соединения.
Химический состав аконита до настоящего времени малоизучен.

### Фармакологические свойства
Аконит обладает противовоспалительным, антимикробным, наркотическим, противоопухолевым, обезболивающим и спазмолитическим действием.
Действие обусловливается алкалоидами, главным образом аконитином, который является одним из самых сильных растительных ядов. При нанесении на кожу он вызывает зуд с последующей анестезией. Отравление аконитином независимо от способа введения проявляется в виде зуда и покалывания в различных частях тела, ломоты, сильного жжения и болей в желудочно-кишечном тракте, а также усиленной саливации. Одновременно отмечается головокружение, потемнение в глазах, расширение зрачков, побледнение кожных покровов, затруднённость дыхания и аритмия сердца. Смерть наступает от остановки дыхания. Крайняя ядовитость ограничивает лекарственное применение аконита.

## Значение и применение

### Применение в медицине
В медицине используют корнеклубни — так называемый «иссык-кульский корень», и свежую траву как раздражающе-отвлекающее средство при радикулите, ревматизме и невралгиях. Применение ограничивается крайней ядовитостью. Ранее применялась только настойка из травы аконита джунгарского, входившая в состав препарата «Акофит», рекомендовавшегося при радикулитах.
Борец джунгарский был включён в VIII Государственную фармакопею СССР (1946).
В настоящее время этот аконит используется только в народной медицине. Настойку корневищ используют наружно при невралгиях, мигрени, как болеутоляющее. В гомеопатии применяют от головной боли. Активно используется при лечении обречённых больных раком на последних стадиях этого заболевания. О противораковом использовании аконита джунгарского писал Александр Солженицын в романе «Раковый корпус».

### Применение в хозяйстве
Растение ядовито для всех животных, причём мясо павших животных тоже ядовито.
В быту травой аконита, как сильным инсектицидом, уничтожают мух, а настойкой из цветков — тараканов. Иногда используют порошок сухого корня.

## Таксономия
Вид Борец джунгарский входит в род Борец (Aconitum) трибы Живокостные (Delphinieae) подсемейства Лютиковые (Ranunculoideae) семейства Лютиковые (Ranunculaceae) порядка Лютикоцветные (Ranunculales).
|  |                       |  |                                               |                                               |                                         |  | ещё четыре подсемейства (согласно Системе APG II) | ещё четыре подсемейства (согласно Системе APG II) |                                           |  |  |  | ещё 2 рода              | ещё 2 рода            |  |  |
|  |                       |  |                                               |                                               |                                         |  | ещё четыре подсемейства (согласно Системе APG II) | ещё четыре подсемейства (согласно Системе APG II) |                                           |  |  |  | ещё 2 рода              | ещё 2 рода            |  |  |
|  |                       |  |                                               | семейство Лютиковые                           |                                         |  |                                                   |                                                   | триба Живокостные                         |  |  |  |                         | вид Борец джунгарский |  |  |
|  |                       |  |                                               | семейство Лютиковые                           |                                         |  |                                                   |                                                   | триба Живокостные                         |  |  |  |                         | вид Борец джунгарский |  |  |
|  | порядок Лютикоцветные |  |                                               |                                               | подсемейство Лютиковые (Ranunculoideae) |  |                                                   |                                                   | род Борец, или Аконит                     |  |  |  |                         |                       |  |  |
|  | порядок Лютикоцветные |  |                                               |                                               |                                         |  |                                                   |                                                   |                                           |  |  |  |                         |                       |  |  |
|  |                       |  | ещё десять семейств (согласно Системе APG II) | ещё десять семейств (согласно Системе APG II) |                                         |  |                                                   | ещё восемь триб (согласно Системе APG II)         | ещё восемь триб (согласно Системе APG II) |  |  |  | ещё от 250 до 300 видов |                       |  |  |
|  |                       |  |                                               | ещё десять семейств (согласно Системе APG II) |                                         |  |                                                   |                                                   | ещё восемь триб (согласно Системе APG II) |  |  |  |                         |                       |  |  |